# Olivia Retzer
Olivia Retzer (* 13. Juni 1981 in Klagenfurt, Kärnten) ist eine österreichische Filmeditorin, die längere Zeit in Deutschland gelebt hat. Sie ist seit 2006 bei über 25 Kino-, TV- und Serienproduktionen für den Filmschnitt verantwortlich und hat mehrfach mit Regisseuren wie Markus Goller, Marvin Kren, Vivian Naefe, Andreas Schmied oder Christoph Schrewe zusammengearbeitet. Seit 2016 entwickelt Retzer außerdem Filmstoffe als Drehbuchautorin.

## Leben und Werk
Olivia Retzer wurde in Klagenfurt geboren und wuchs in München und am Wörthersee auf. Ihre Mutter Shirley Retzer stammt ursprünglich aus Mauritius; ihr Vater ist der Regisseur und Schauspieler Otto Retzer. Sie hat einen jüngeren Bruder, Michael Retzer, der Filmproduzent ist.

### Ausbildung
Zur Schule ging Olivia Retzer am französischen Gymnasium Lycée Jean Renoir in München, wo sie 2000 mit einem „Bacalauréat internationale“ abschloss. Anschließend studierte sie Neuere Deutsche Literatur, Philosophie und Völkerkunde an der LMU München – brach dies jedoch 2003 ab. Neben dem Studium absolvierte sie 2001 ein Praktikum bei ARRI München, welches sie zum ersten Mal auch in einen Schneideraum führte:

„Und da merkte ich schnell: Das ist meins. Da geht es um den Rhythmus, um das Timing, um die Musik und um die Bebilderung. Das hat einen großen dramaturgischen Einfluss auf einen Film.“

Sie begann Kurzfilme zu schneiden, u. a. von Regiestudenten der Hochschule für Fernsehen und Film München, und sammelte Erfahrung als Schnittassistentin bei Langfilm-Produktionen, wie z. B. Tatort: Zielscheibe (2001) oder Grenzverkehr (2005). Für ihre Montage des Kurzfilms Simones Labyrinth (Regie: Iván Sáinz-Pardo) erhielt Retzer 2003 den Schnittpreis des Internationalen Filmfestivals in Elche, Spanien, und war 2004 für den Deutschen Kamerapreis nominiert.
2005 zog Olivia Retzer nach Berlin und begann ein Studium im Fachbereich Montage an der HFF Konrad Wolf in Potsdam-Babelsberg. Sie arbeitete weiterhin parallel an Aufträgen aus der Filmwirtschaft, etwa der Schnittassistenz beim Erfolgsfilm Keinohrhasen (2007), oder ihrem ersten Langfilm als Editorin, Grosse Lügen! von Jany Tempel (weiterer Editor: Cetin Tutak). Daraus folgte, dass sie auch dieses Studium nicht beendete, sondern sich ganz auf ihre Arbeit als freie Editorin konzentrierte.

### Karriere als Editorin
2008 war Olivia Retzer gleich mit zwei Spielfilmen im Kino vertreten: Der Rote Baron, mit Matthias Schweighöfer in der Rolle des Manfred von Richthofen, sowie der Til-Schweiger-Produktion 1½ Ritter – Auf der Suche nach der hinreißenden Herzelinde. Es folgte 2010 Friendship! von Markus Goller, erneut mit Schweighöfer in der Hauptrolle. Das tragikomische Roadmovie hatte die besten Zuschauerzahlen eines deutschen Kinofilms im Jahr 2010, und brachte Friedrich Mücke einen Bayerischen Filmpreis als Bester Nachwuchsdarsteller ein. In der Erfolgsspur blieb Retzer auch mit Schweighöfers anschließendem Regiedebüt What a Man, der ebenfalls zu den zuschauerreichsten deutschen Kinofilmen des Jahres 2011 gehörte, und mit einem Hessischen Filmpreis sowie dem Publikumsfilmpreis Jupiter ausgezeichnet wurde.
Danach war Olivia Retzer auch als Editorin von Fernsehspielfilmen gefragt – gleich drei erschienen 2012, unter der Regie von Sven Bohse und Christoph Schrewe. In den Folgejahren wechselte Retzer immer wieder hin und her zwischen Kinoproduktionen wie dem Debütfilm Großstadtklein von Tobias Wiemann oder dem Ensemblefilm Alles ist Liebe von Markus Goller, und Fernsehproduktionen wie Mama geht nicht mehr und Pauls Weihnachtswunsch von Vivian Naefe.

### Karriere als Drehbuchautorin
2013 absolvierte Olivia Retzer einen Drehbuch-Grundkurs und Development-Kurs an der Master School Drehbuch in Berlin. Seitdem entwickelt sie, neben ihrer weiterhin laufenden Tätigkeit als Editorin, auch mehrere Drehbuchstoffe als Autorin. 2018 erhielt sie vom Österreichischen Filminstitut für das Projekt Cream Pie Baby, mit dem Retzer auch ihr Regiedebüt plant, Stoffentwicklungsförderung; 2019 folgten Projektentwicklungsgelder.

### Mitgliedschaften und Privatleben
Olivia Retzer ist Mitglied im Österreichischen Verband Filmschnitt (aea), im deutschen Bundesverband Filmschnitt Editor e.V. (BFS), in der Akademie des Österreichischen Films, sowie in der Deutschen Filmakademie, wo sie 2014 und 2019 zur Vorauswahlkommission des Deutschen Filmpreises gehörte. Sie ist auch Teil von FC Gloria.
Sie wohnt seit 2016 in Wien, mit ihrem Partner Philipp Brozsek, einem Filmeditor und Fotografen. Die beiden haben einen Sohn (* 2016) und eine Tochter (* 2019).

## Filmografie (Auswahl)
Wo nicht anders ausgewiesen, handelt es sich um einen Kinospielfilm.

### Filmschnitt
- 2002: Simones Labyrinth (Kurzfilm) – Regie: Iván Sainz-Pardo
- 2007: Grosse Lügen! – weiterer Editor: Cetin Tutak; Regie: Jany Tempel
- 2008: Der Rote Baron (The Red Baron) – weitere Editorin: Emmelie Mansée; Regie: Nikolai Müllerschön
- 2008: 1½ Ritter – Auf der Suche nach der hinreißenden Herzelinde – weiterer Editor: Charles Ladmiral; Regie: Til Schweiger
- 2010: Friendship! – weiterer Editor & Regie: Markus Goller
- 2011: Das Traumhotel – Tobago (TV-Reihe) – Regie: Otto Retzer
- 2011: What a Man – weiterer Editor: Hans Horn; Regie: Matthias Schweighöfer
- 2012: Unter Umständen verliebt (TV-Spielfilm) – Regie: Sven Bohse
- 2012: Emilie Richards – Spuren der Vergangenheit (TV-Reihe) – Regie: Christoph Schrewe
- 2012: Die letzte Fahrt (TV-Spielfilm) – Regie: Christoph Schrewe
- 2013: Großstadtklein – Regie: Tobias Wiemann
- 2014: Alles ist Liebe – weiterer Editor & Regie: Markus Goller
- 2015: Hangover in High Heels (TV-Spielfilm) – Regie: Sven Bohse
- 2015: Desaster – Regie: Justus von Dohnányi
- 2016: Frauen – weitere Editorin: Yvonne Tetzlaff; Regie: Nikolai Müllerschön
- 2016: Freddy/Eddy – weitere Editoren: Benjamin Kaubisch, Anne Glossmann; Regie: Tini Tüllmann
- 2016: Mama geht nicht mehr (TV-Spielfilm) – Regie: Vivian Naefe
- 2017: Für dich dreh ich die Zeit zurück – weiterer Editor: Philipp Brozsek; Regie: Nils Willbrandt
- 2017: Harri Pinter, Drecksau – Regie: Andreas Schmied
- 2018: Grenzland (TV-Spielfilm) – Regie: Marvin Kren
- 2018: Pauls Weihnachtswunsch (TV-Spielfilm) – Regie: Vivian Naefe
- 2019: Love Machine – Regie: Andreas Schmied
- 2020: Freud (TV-Serie, 8 Folgen) – weitere Editoren: Jan Hille, Christoph Loidl, Bettina Mazakarini; Regie: Marvin Kren
- 2022: Euer Ehren (Fernsehserie)
- 2022: Blind ermittelt – Tod im Prater (Fernsehreihe)
- 2022: Blind ermittelt – Die nackte Kaiserin (Fernsehreihe)
- 2022: Love Machine 2 – Regie: Andreas Schmied
- 2023: Blind ermittelt – Mord an der Donau (Fernsehreihe, Alternativtitel Tod an der Donau)
- 2025: Altweibersommer – Regie: Pia Hierzegger

### Zusatzschnitt
- 2005: Die Wittelsbacher – Editorin: Agape von Dorstewitz; Regie: Bohdan Graczyk & Stephan Hartwig
- 2013: Liebe und andere Turbulenzen (Girl on a Bicycle) – Editor: Michael Trent; Regie: Jeremy Leven
- 2016: Fritz Lang – Der andere in uns – Editorin: Florentine Bruck; Regie: Gordian Maugg

### Schnittassistenz
- 2001: Tatort: Zielscheibe (TV-Reihe) – Editorin: Biljana Grafwallner-Brezovska; Regie: Robert Sigl
- 2005: Grenzverkehr – Editorin: Manuela Kempf; Regie: Stefan Betz
- 2007: Keinohrhasen – Editor: Charles Ladmiral; Regie: Til Schweiger